# Jennifer Bélanger
Jennifer Bélanger est une écrivaine québécoise née en 1991 à Montréal.

## Biographie
Jennifer Bélanger détient un doctorat en études littéraires, avec une concentration en études féministes, de l'Université du Québec à Montréal,.
Son premier roman, Menthol, publié aux éditions Héliotrope en 2020, est finaliste des Prix littéraires du Gouverneur général la même année.
En 2022, elle collabore avec Martine Delvaux pour écrire l'essai poétique Les Allongées, publié aux Éditions Héliotrope,, qui porte sur la souffrance et les douleurs chroniques chez les femmes. Sa thèse de doctorat, supervisé par Martine Delvaux, traite également du corps malade au féminin dans la littérature,.
Elle publie dans plusieurs revues québécoises telles que Percées, Nouveau Projet et fait partie du comité de rédaction de Moebius.

## Œuvres

### Romans
- Menthol, Montréal, Éditions Héliotrope, 2020, 144 p. (ISBN 978-2-898-22002-9)

### Ouvrages collectifs
- « L'oiseau mort » dans Pauvreté (sous la direction de Stéphanie Roussel), Montréal, Triptyque, 2021 (ISBN 9782898011221), p. 87-95

- « Un manteau d'algues », dans Self-care (sous la direction de Nicholas Dawson), Montréal, Hamac, 2021 (ISBN 9782925087496), p. 15-27
- Les allongées (en collaboration avec Martine Delvaux), Montréal, Éditions Héliotrope, 2022, 150 p.
- Troubles, nos ombres (sous la direction de Jennifer Bélanger), Montréal,  Triptyque, coll. « Queer », 2023, 180 p. (ISBN 978-2-89801-193-1)

### Prix et honneurs
- 2020 : Finaliste du Prix littéraire du Gouverneur général - Romans et nouvelles pour Menthol[4]